# Eucharius Weiner
Eucharius Weiner OSB (* 24. Februar 1634 in Kissingen, Unterfranken; † 11. April 1701 in Würzburg) war ein deutscher Benediktiner-Abt.

## Leben
Weiner war von 1667 bis zu seinem Tod im Jahr 1701 Abt des Benediktiner-Klosters St. Stephan in Würzburg, Rektor der Würzburger Universität, Prälat und Förderer der Klosterbibliothek.
1677 wurde er auch noch Abt von Banz. Er und sein Nachfolger als Abt Kilian Düring waren es, die nach dem Dreißigjährigen Krieg den Baumeister Leonhard Dientzenhofer (1660–1707), und nach dessen Tod seinen Bruder Johann Dientzenhofer (1663–1726), mit dem Wiederaufbau des Klosters Banz beauftragten. Die Bauarbeiten des Klosters begannen 1698.
1700 wurde er auch noch Zwangsverwalter des Schottenklosters Würzburg.